# Декуманус
В римското градоустройство, декуманусът (на латински: decumanus) е бил път с ориентация изток – запад в римски град, каструм (военен лагер) или колония. Основният декуманус се нарича „Декуманус Максимус“, което обикновено свързва главната порта).
Това име идва от факта, че via decumana или decimana (десетият) отделя Десети отряд от Девети в легионерския лагер, по същият начин, както „via quintana“ отделя Пети от Шести.
По средата Декуманусът пресича перпендикулярния „Кардо Максимум“, главният път с ориентация север – юг, който бил обикновена главна улица. Форумът обикновено е разположен близо до кръстопътя между Декуманус Максимус и Крадо Максимус.

## Примери
В древноримския град Барцино (Барселона), Декуманусът започвал при римската порта пред сегашния площад „Плаца Нова“, която е единствената запазена римска порта. В днешно време в град Сплит се намира римски паметник, защитен от ЮНЕСКО. Този град, построен от император Диоклециан, показва характерната римска ортогонална улична система с Декуманус Максимус, свързващ западната „Сребърна порта“ с източната „Желязна порта“. В днешни дни, в град Гадара, Йордания, декуманусът е запазен в посока изток – запад в дължина на приблизително един километър със своите антични плочи. Друг пример за „Права Улица“, която е приблизително 1500 метра, се намира в Дамаск и свързва източната със западната порта.
В Бейрут, в посока изток – запад все още може да се проследи античния римски декуманус.